# 상무호
상무호(尙武號)는 1955년부터 호남선을 운행했던 군인열차의 이름이다.

## 역사
- 1955년 8월 25일 : 운행 개시, 열차명 명명식[1]
- 1956년 5월 1~15일 : 임시 운행 중단[2]
- 1958년 4월 17일~5월 3일 : 임시 운행 중단[3]
- 1974년 8월 15일 : 호남선 보통열차로 격하[4]
- 일자 불명 : 폐지, 일반 군용열차로 존속

## 사건
1955년 12월 28일 경기도 화성군 오산면 수청리에서 용산발 목포행 상무호 군인열차와 공군 트럭이 충돌하여 2명이 사망했다. 이곳은 전에도 56명이 죽고 100여명이 다친 오산 건널목 군용트럭 사고가 일어났던 건널목으로, 1982년에야 건널목이 육교로 바뀌어 안전 문제가 해결되었다.